# اچ‌ام‌اس فینکس (۱۶۴۷)
اچ‌ام‌اس فینکس (۱۶۴۷) (به انگلیسی: HMS Phoenix (1647)) یک کشتی بود که طول آن ۹۶ فوت (۲۹٫۳ متر) بود.